# Elefant (Wappentier)

Wappen der Gemeinde Kuchen

Der Elefant ist in der europäischen Heraldik als Wappentier selten. Deggingen (Schwäbische Alb) nimmt wie die abgebildeten nahen Kuchen und Oppingen Bezug auf die Grafen von Helfenstein. In den außereuropäischen Ländern ist der Wappenelefant dafür sehr beliebt. Besonders in Afrika und Asien tritt er häufiger in Wappen auf. Beispiele sind das Wappen der Elfenbeinküste, das Wappen der Zentralafrikanischen Republik und das Wappen Thailands.

Schwarzer Elefant im Wappen von Hilfikon (Schweiz)

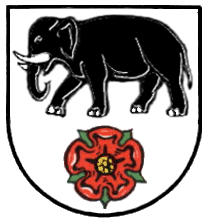
und in Oppingen

Wappen des nahen Wiesensteig mit Bezug zum Geschlecht der Helfensteiner

Als gemeine Figur unterliegt er ebenso wie die häufigen, bekannten Wappentiere den Regeln der Wappenkunde. In der Regel wird er in Silber dargestellt und eine besondere Tinktur der Bewehrung ist nicht gebräuchlich. Ohren, Rüssel und Stoßzähne werden nur sehr dekorativ gezeigt. Seine Eigenschaften, er gilt als stark und sanftmütig, sollen sich möglichst in den Wappen widerspiegeln. Die Stoßzähne werden immer paarweise dargestellt.
Der Elefant kann im Wappenfeld, aber auch im Oberwappen vorkommen. Die Funktion als Schildhalter nimmt er beispielsweise im Wappen Eswatinis und im Wappen der Republik Kongo ein. Genauso ist es in der englischen Stadt Oxford. Dort ist der Elefant schildhaltend zu sehen.
Beleg für ein frühes Auftauchen im Wappen sind Bilder (im Schild) in Grünenbergs Wappenbuch. Dass der Elefant durch die italienische Heraldik bekannt wurde, ist nicht unwahrscheinlich. So führte Tomaso di Savoia bereits 1234 einen im Siegel. In Deutschland ist einer im Wappen der Grafen von Helfenstein schon im 14. Jahrhundert (1340) als Spott mit „Helfanten“ bekannt geworden. 1396 wird ein Elefantenkopf im Oberwappen als Kleinod von dem Geschlecht Overstolz geführt.
Der ganze Elefant oder nur das Vorderteil sind bei der Wappenverwendung üblich. Im Wappen der Republik Elfenbeinküste wird er redend.
Im Wappen des Königreichs Siam (Wappen Thailands) war ein weißer Elefant Wappentier bis 1910. Er wurde durch den Garuda abgelöst.

Geplantes Wappen für Kamerun, 1914

Für die deutsche Kolonie Kamerun war ein Wappen mit der Vorderansicht eines weißen Elefanten auf rotem Grund geplant. Aufgrund des Ersten Weltkriegs wurde das Wappen aber nicht verwendet.
Kuriose Vorgänge um Miss Baba haben in Niederroßla den Elefanten auf das Wappen gebracht.